# Manuel Cantero Prado
Manuel Cantero Prado (Valparaíso, 7 de noviembre de 1925-ibidem 20 de junio de 2010) fue un constructor Civil y político chileno, miembro del Partido Comunista de Chile y diputado entre 1965 y 1973. 

## Biografía
Nació en Valparaíso el 7 de noviembre de 1925. Hijo de Manuel Cantero y Amadora Prado.  Falleció en la misma ciudad el 20 de junio de 2010, a la edad de 84 años.
Se casó con Cristina Arancibia Vargas el 17 de enero de 1949, tuvieron cuatro hijos. Tras titularse de Constructor Civil se desempeñó en una fábrica de envases y como obrero gráfico en la Imprenta Universo.
Inició sus actividades políticas en 1945 cuando ingresó a las Juventudes Comunistas. En 1960 pasó a formar parte del Partido Comunista propiamente tal en el que desempeñó diversos cargos: llegó a ser miembro del Comité Central y de la Comisión Política de su Partido; en 1962 ocupó el cargo de secretario general del mismo; y representó a su colectividad en actos internacionales realizados en la URSS, en Hungría, en Cuba, Italia y Uruguay.
En las elecciones parlamentarias de 1965 fue elegido diputado por la Sexta Agrupación Departamental "Valparaíso y Quillota" período 1965-1969. Integró la Comisión Permanente de Relaciones Exteriores; la de Trabajo y Legislación Social; la de Gobierno Interior; la de Defensa Nacional; la de Economía y Comercio; la de Educación Física y Deportes; y la de Obras Públicas y Transportes. 
En las elecciones parlamentarias de 1969 fue reelecto diputado por la Sexta Agrupación Departamental "Valparaíso, Quillota e Isla de Pascua" período 1969-1973. Integró la Comisión Permanente de Defensa Nacional; Educación Física y Deportes; y continuó integrando la Comisión Especial de Acusación Constitucional Contra el ministro de Defensa Nacional ante el Senado, 1970; y la Especial Investigadora de la Industria Carozzi, 1970. 
En las elecciones parlamentarias de 1973 fue nuevamente electo diputado por la misma Agrupación Departamental, período 1973-1977. Integró la Comisión Permanente de Defensa Nacional; Educación Física y Deportes; y la de Régimen Interior, Administración y Reglamento. El Golpe militar del 11 de septiembre de 1973 puso término anticipado a su período, tras la disolución del Congreso Nacional.
Después del golpe militar pasó a la clandestinidad y luego partió al exilio. Retornó al país durante la dictadura militar, y se incorporó a la lucha clandestina contra Augusto Pinochet.
En las elecciones parlamentarias de 1993 fue candidato a senador por la Región de Valparaíso, sin resultar electo. Volvió a postularse a senador en las elecciones parlamentarias de 2001 por la misma región, tampoco resultando electo.
Tras su fallecimiento, se le rindió un homenaje en la Cámara de Diputados.

## Historial electoral

### Elecciones parlamentarias de 1993
- Elecciones Parlamentarias de 1993 para la Circunscripción 5 (V Región Cordillera)[2]

### Elecciones parlamentarias de 2001
- Elecciones parlamentarias de 2001 a Senador por la Circunscripción 6, Quinta Costa (Algarrobo, Cartagena, Casablanca, Concón, El Quisco, El Tabo, Isla de Pascua, Juan Fernández, San Antonio, Santo Domingo, Valparaíso y Viña del Mar)[3]